# کوه آیسوسیلیس
کوه آیسوسیلیس (به انگلیسی: Isosceles Peak) یک کوه در کانادا است که در بریتیش کلمبیا واقع شده‌است. کوه آیسوسیلیس ۲٬۴۸۸ متر بالاتر از سطح دریا واقع شده‌است.